# Juvenil Reyes Bata
Juvenil Reyes ist ein äquatorialguineischer Fußballverein aus Bata.

## Geschichte
- Der Verein feierte seine größten Erfolge Mitte der 80er Jahre, als man zweimal an dem African Cup of Champions Clubs teilnahm, da der Meister CD Elá Nguema auf die Teilnahme verzichtete. 1987 kam der Verein kampflos in die 1. Runde, zog aber seine Mannschaft nach der Auslosung aus finanziellen Gründen zurück.

## Erfolge
- Äquatorialguineascher Pokalsieger: 1986

## Statistik in den CAF-Wettbewerben
| Saison | Wettbewerb                     | Runde    | Land                         | Verein              | Heim | Auswärts |
| ------ | ------------------------------ | -------- | ---------------------------- | ------------------- | ---- | -------- |
| 1986   | African Cup of Champions Clubs | Vorrunde | Zentralafrikanische Republik | SCAF Tocages Bangui | 1:2  | 1:4      |
| 1987   | African Cup of Champions Clubs | Vorrunde | Zentralafrikanische Republik | Sporting Moura      | w/o  | w/o      |
|        | African Cup of Champions Clubs | 1. Runde | Ägypten                      | Zamalek SC          | o/w  | o/w      |